# Rowland (Derbyshire)
Rowland – wieś w Anglii, w hrabstwie Derbyshire, w dystrykcie Derbyshire Dales.